# NHL (1944/1945)
Sezon NHL 1944/1945 był 28. sezonem ligi NHL. Sześć zespołów rozegrało po 50 meczów w sezonie zasadniczym. Puchar Stanleya zdobyła drużyna Toronto Maple Leafs.

## Sezon zasadniczy
M = Mecze, W = Wygrane, P = Przegrane, R = Remisy, PKT = Punkty, GZ = Gole Zdobyte, GS = Gole Stracone, KwM = Kary w minutach
| Drużyna             | M  | W  | P  | R  | PKT | GZ  | GS  | KwM |
| ------------------- | -- | -- | -- | -- | --- | --- | --- | --- |
| Montreal Canadiens  | 50 | 38 | 8  | 4  | 80  | 228 | 121 | 376 |
| Detroit Red Wings   | 50 | 31 | 14 | 5  | 67  | 218 | 161 | 260 |
| Toronto Maple Leafs | 50 | 24 | 22 | 4  | 52  | 183 | 161 | 317 |
| Boston Bruins       | 50 | 16 | 30 | 4  | 36  | 179 | 219 | 275 |
| Chicago Black Hawks | 50 | 13 | 30 | 7  | 33  | 141 | 194 | 245 |
| New York Rangers    | 50 | 11 | 29 | 10 | 32  | 154 | 247 | 305 |

### Najlepsi strzelcy
| Zawodnik        | Drużyna             | Mecze | Bramki | Asysty | Punkty | Minuty karne |
| --------------- | ------------------- | ----- | ------ | ------ | ------ | ------------ |
| Elmer Lach      | Montreal Canadiens  | 50    | 26     | 54     | 80     | 37           |
| Maurice Richard | Montreal Canadiens  | 50    | 50     | 23     | 73     | 46           |
| Toe Blake       | Montreal Canadiens  | 49    | 29     | 38     | 67     | 25           |
| Bill Cowley     | Boston Bruins       | 49    | 25     | 40     | 65     | 12           |
| Ted Kennedy     | Toronto Maple Leafs | 49    | 29     | 25     | 54     | 14           |
| Bill Mosienko   | Chicago Black Hawks | 50    | 28     | 26     | 54     | 0            |
| Joe Carveth     | Detroit Red Wings   | 50    | 26     | 28     | 54     | 6            |
| Ab DeMarco      | New York Rangers    | 50    | 24     | 30     | 54     | 10           |
| Clint Smith     | Chicago Black Hawks | 50    | 23     | 31     | 54     | 0            |

## Playoffs

### Półfinały
| Montreal Canadiens – Toronto Maple Leafs                    | Montreal Canadiens – Toronto Maple Leafs | Montreal Canadiens – Toronto Maple Leafs | Montreal Canadiens – Toronto Maple Leafs | Montreal Canadiens – Toronto Maple Leafs | Montreal Canadiens – Toronto Maple Leafs | Montreal Canadiens – Toronto Maple Leafs |
| Data                                                        | Wyjazd                                   | Wyjazd                                   | Dom                                      | Dom                                      |                                          |                                          |
| ----------------------------------------------------------- | ---------------------------------------- | ---------------------------------------- | ---------------------------------------- | ---------------------------------------- | ---------------------------------------- | ---------------------------------------- |
| 20 marca                                                    | Toronto                                  | 1                                        | 0                                        | Montreal                                 |                                          |                                          |
| 22 marca                                                    | Toronto                                  | 3                                        | 2                                        | Montreal                                 |                                          |                                          |
| 24 marca                                                    | Montreal                                 | 4                                        | 1                                        | Toronto                                  |                                          |                                          |
| 27 marca                                                    | Montreal                                 | 3                                        | 4                                        | Toronto                                  | Po dogrywce                              |                                          |
| 29 marca                                                    | Toronto                                  | 3                                        | 10                                       | Montreal                                 |                                          |                                          |
| 31 marca                                                    | Montreal                                 | 2                                        | 3                                        | Toronto                                  |                                          |                                          |
| Toronto wygrało 4:2 i awansowało do finału Pucharu Stanleya |                                          |                                          |                                          |                                          |                                          |                                          |

| Detroit Red Wings – Boston Bruins                           | Detroit Red Wings – Boston Bruins | Detroit Red Wings – Boston Bruins | Detroit Red Wings – Boston Bruins | Detroit Red Wings – Boston Bruins | Detroit Red Wings – Boston Bruins | Detroit Red Wings – Boston Bruins |
| Data                                                        | Wyjazd                            | Wyjazd                            | Dom                               | Dom                               |                                   |                                   |
| ----------------------------------------------------------- | --------------------------------- | --------------------------------- | --------------------------------- | --------------------------------- | --------------------------------- | --------------------------------- |
| 20 marca                                                    | Boston                            | 4                                 | 3                                 | Detroit                           |                                   |                                   |
| 22 marca                                                    | Boston                            | 4                                 | 2                                 | Detroit                           |                                   |                                   |
| 25 marca                                                    | Detroit                           | 3                                 | 2                                 | Boston                            |                                   |                                   |
| 27 marca                                                    | Detroit                           | 3                                 | 2                                 | Boston                            |                                   |                                   |
| 29 marca                                                    | Boston                            | 2                                 | 3                                 | Detroit                           | Po dogrywce                       |                                   |
| 1 kwietnia                                                  | Detroit                           | 3                                 | 5                                 | Boston                            |                                   |                                   |
| 3 kwietnia                                                  | Boston                            | 3                                 | 5                                 | Detroit                           |                                   |                                   |
| Detroit wygrało 4:3 i awansowało do finału Pucharu Stanleya |                                   |                                   |                                   |                                   |                                   |                                   |

### Finał Pucharu Stanleya
| Detroit Red Wings – Toronto Maple Leafs       | Detroit Red Wings – Toronto Maple Leafs | Detroit Red Wings – Toronto Maple Leafs | Detroit Red Wings – Toronto Maple Leafs | Detroit Red Wings – Toronto Maple Leafs | Detroit Red Wings – Toronto Maple Leafs | Detroit Red Wings – Toronto Maple Leafs |
| Data                                          | Wyjazd                                  | Wyjazd                                  | Dom                                     | Dom                                     |                                         |                                         |
| --------------------------------------------- | --------------------------------------- | --------------------------------------- | --------------------------------------- | --------------------------------------- | --------------------------------------- | --------------------------------------- |
| 6 kwietnia                                    | Toronto                                 | 1                                       | 0                                       | Detroit                                 |                                         |                                         |
| 8 kwietnia                                    | Toronto                                 | 2                                       | 0                                       | Detroit                                 |                                         |                                         |
| 12 kwietnia                                   | Detroit                                 | 0                                       | 1                                       | Toronto                                 |                                         |                                         |
| 14 kwietnia                                   | Detroit                                 | 5                                       | 3                                       | Toronto                                 |                                         |                                         |
| 19 kwietnia                                   | Toronto                                 | 0                                       | 2                                       | Detroit                                 |                                         |                                         |
| 21 kwietnia                                   | Detroit                                 | 1                                       | 0                                       | Toronto                                 | Po dogrywce                             |                                         |
| 22 kwietnia                                   | Toronto                                 | 1                                       | 2                                       | Detroit                                 |                                         |                                         |
| Toronto wygrało 4:3 i zdobyło Puchar Stanleya |                                         |                                         |                                         |                                         |                                         |                                         |

## Nagrody
| Calder Memorial Trophy:    | Frank McCool, Toronto Maple Leafs |
| Hart Memorial Trophy:      | Elmer Lach, Montreal Canadiens    |
| Lady Byng Memorial Trophy: | Bill Mosienko, Chicago Blackhawks |
| Vezina Trophy:             | Bill Durnan, Montreal Canadiens   |